# Цзинсянь (Сюаньчэн)
Цзинся́нь (кит. упр. 泾县, пиньинь Jīng xiàn) — уезд городского округа Сюаньчэн провинции Аньхой (КНР). Уезд назван в честь реки Цзиншуй.

## История
Уезд был образован ещё во времена империи Цинь в 222 году до н.э.
В 1941 году, во время войны с Японией, на территории уезда произошёл Инцидент с Новой 4-й армией.
После того, как во время гражданской войны эти места перешли под контроль коммунистов, в мае 1949 года был образован Специальный район Сюаньчэн (宣城专区), и уезд вошёл в его состав. В 1951 году Специальный район Сюаньчэн был расформирован, и уезд перешёл в состав Специального района Уху (芜湖专区), который в 1971 году был переименован в Округ Уху (芜湖地区).
В 1973 году город Уху был выведен из состава округа, став городом провинциального подчинения. В 1980 году уезд Уху был передан в подчинение властям города Уху, а органы власти округа переехали из уезда Уху в уезд Сюаньчэн, после чего Округ Уху был переименован в Округ Сюаньчэн (宣城地区).
В 2000 году постановлением Госсовета КНР округ Сюаньчэн был преобразован в городской округ, и уезд вошёл в его состав.

## Административное деление
Уезд делится на 9 посёлков и 2 волости.